# Condado de Westchester
Westchester es un condado del estado de Nueva York, Estados Unidos. Es un importante suburbio de la Ciudad de Nueva York, con una población de 1 004 457 habitantes en el censo de 2020.Es parte del área metropolitana de Nueva York y la sede del condado es White Plains.
Westchester tiene unos ingresos per cápita de 58.592 dólares, siendo el octavo condado con un índice más alto en los Estados Unidos.

## Historia
Los primeros europeos en explorar Westchester fueron Giovanni da Verrazzano en 1524 y Henry Hudson en 1609. Los primeros asentamientos europeos fueron patrocinados por la Compañía Neerlandesa de las Indias Occidentales en las décadas de 1620 y 1630. Colonizadores ingleses llegaron desde Nueva Inglaterra en la década de 1640.
El condado de Westchester, fue uno de los doce condados originales de la provincia de Nueva York, creados en 1683. En esa época, incluía el actual condado de Bronx, la ciudad de Westchester y porciones de otras tres ciudades: Yonkers, Eastchester y Pelham. En 1846 se creó una nueva ciudad, West Farms, secesionada de la ciudad de Westchester; posteriormente, en 1855, la ciudad de Morrisania se secesionó de West Farms. En 1873, la ciudad de Kingsbridge se secesionó de Yonkers.
En 1874, la porción occidental del actual condado de Bronx, constituida por las entonces ciudades de Kingsbridge, West Farms y Morrisania fueron transferidas al condado de Nueva York, y en 1895 la parte restante del actual condado de Bronx, constituida entonces por la ciudad de Westchester y porciones de las ciudades de Eastchester y Pelham, fueron transferidas al condado de Nueva York. En esas fechas, el área de la ciudad de Eastchester inmediatamente al norte de la parte transferida a Nueva York, se secesionó de Eastchester (en 1892) para convertirse en la nueva ciudad de Mount Vernon, por lo que la ciudad de Eastchester dejó de tener frontera con la ciudad de Nueva York. En 1914, las partes del condado de Nueva York que fueron anexadas del condado de Westchester, se constituyeron en el nuevo condado de Bronx.
Pese a la imagen de elitismo que se ha adquirido del condado, debido a su riqueza per cápita, lo cierto es que, actualmente, Westchester es una región diversa, tanto económica, como demográficamente. Por ejemplo, las ciudades de Yonkers, Port Chester, Elmsford y Mount Vernon tienen comunidades significativas de origen afroamericano o hispana.
El condado acoge una prisión de máxima seguridad, Sing Sing, y una planta de energía nuclear, en Indian Point. Westchester está entre los condados estadounidenses más densamente poblados y unos índices de criminalidad más altos, si los comparamos con otros condados suburbanos del país.

## Geografía
El condado de Westchester está ubicado en la parte sur oriental del Estado de Nueva York. La mayor elevación del condado es un hito del Servicio de Geodésico Nacional estadounidense, conocido como “Bailey”, con 300 m (985 pies) de elevación sobre el nivel del mar, en Mountain Lakes Park, cerca de la frontera con el Estado de Connecticut. La parte más baja está al nivel del mar, tanto en el río Hudson, como en Long Island Sound.
El condado suele dividirse en dos áreas, una al norte y otra al sur, divididas por la carretera Interestatal 287/Westchester Expressway. La parte norte, en general, es más rica y rural, siendo la parte sur más urbana. No obstante, en esta parte sur se encuentran comunidades ricas, como Bronxville, Larchmont, Rye y Scarsdale. Oficialmente, Westchester es dividido en tres subregiones, Norte, Central y Sur, por parte del Departamento de Planificación del Condado.
En el punto más cercano, Westchester está a solo 3,2 km (2 Mi) al norte de Manhattan (desde el cruce de Broadway y la avenida Caryl en la parte sur de Yonkers, hacia Broadway y la calle 228 Oeste, en el vecindario neoyorquino de Marble Hill).
Las ciudades más importantes del condado son Mount Vernon, New Rochelle, Peekskill, Rye, White Plains y Yonkers.
Los condados que limitan con el de Westchester son: Putnam, Nueva York, al norte. Fairfield, Conecticut, al noreste. Bergen, Nueva York, al suroeste. Rockland, Nueva York, al oeste. Y Bronx, Nueva York, al sur.

### Condados adyacentes
- Condado de Putnam (norte)
- Condado de Fairfield (noreste)
- Condado de Bergen (suroeste, solamente a través del río Hudson)
- Condado de Rockland (oeste, solamente a través del río Hudson) con acceso con el Puente Tappan Zee y el Puente Bear Mountain
- Condado de Nassau (suroeste, solamente a través de Long Island Sound)
- Condado de Bronx (sur)
- Condado de Orange (noroeste, solamente a través del río Hudson)

### Localidades

#### Ciudades
Mount Vernon |
New Rochelle |
Peekskill |
Rye |
White Plains |
Yonkers 

#### Pueblos
Bedford |
Cortlandt |
Eastchester |
Greenburgh |
Harrison |
Lewisboro |
Mamaroneck |
Mount Kisco |
Mount Pleasant |
New Castle |
North Castle |
North Salem |
Ossining |
Pelham |
Pound Ridge |
Rye |
Scarsdale |
Somers |
Yorktown 

#### Villas
Ardsley |
Briarcliff Manor |
Bronxville |
Buchanan |
Croton-on-Hudson |
Dobbs Ferry |
Elmsford |
Harrison |
Hastings-on-Hudson |
Irvington |
Larchmont |
Mamaroneck |
Mount Kisco |
Ossining |
Pelham |
Pelham Manor |
Pleasantville |
Port Chester |
Rye Brook |
Scarsdale |
Sleepy Hollow |
Tarrytown |
Tuckahoe 

#### Lugares designados por el censo
Armonk |
Bedford |
Bedford Village |
Chappaqua |
Crompond |
Crugers |
Eastchester |
Fairview |
Golden's Bridge |
Greenville/Edgemont |
Hartsdale |
Hawthorne |
Heritage Hills |
Jefferson Valley |
Katonah |
Lake Mohegan |
Lincolndale |
Montrose |
Peach Lake‡ |
Scotts Corners |
Shenorock |
Shrub Oak |
Thornwood |
Valhalla |
Verplanck |
Yorktown Heights 

## Demografía
De acuerdo con el censo de 2020, había en el condado de Westchester 1 004 457 habitantes y una densidad de población de 2204,7/mi² (851,2/km²). En lo de 2000 fueron 337.142 viviendas y 235.325 familias residiendo.
La composición racial del condado, según el censo de 2000, es la siguiente: blancos, 71,35%; afroamericanos, 14,20%, nativos americanos, 0,25%; asiáticos, 4,48%; de las islas del Pacífico, 0,04%; de otras razas, el 6,63%; de dos o más razas, el 3,05%. La población hispana o latina (que puede ser de cualquier raza) era el 15,61%. La población blanca de origen no hispano conforma el 64,1%.

### 2020
| Raza                                  | Núm.    | Perc.  |
| ------------------------------------- | ------- | ------ |
| Blancos (NH)                          | 497,684 | 49.55% |
| Negros (NH)                           | 131,010 | 13.04% |
| Nativos (NH)                          | 1,017   | 0.1%   |
| Asiático (NH)                         | 64,907  | 6.5%   |
| Isleño de las islas del Pacífico (NH) | 150     | .01%   |
| Multiracial (NH)                      | 40,355  | 4.02%  |
| Hispano o latino                      | 269,334 | 26.81% |

### Evolución de la población (1900-2000)
- 1900—184.257
- 1910—283.055
- 1920—344.436
- 1930—520.947
- 1940—573.558
- 1950—625.816
- 1960—808.891
- 1970—894.104
- 1980—866.599
- 1990—874.866
- 2000—923.459

## Gobierno
La máxima autoridad del poder ejecutivo en el condado de Westchester, es el presidente del condado ("County Executive"). En 2022, la persona que ostenta este cargo es George S. Latimer.
La rama legislativa del condado está a cargo de una asamblea con 17 miembros, denominada Junta de Legisladores (“Board of Legislators”), representando cada uno de ellos a una población de aproximadamente 50.000 personas. Se reúnen al menos una vez al mes en el Michaelian Office Building y todas las sesiones son abiertas al público.
Esta Junta funciona como un sistema de comités, habiendo en la actualidad nueve comités, cada uno de ellos a cargo de un área determinada.

## Transporte

### Carreteras
Por el condado de Westchester pasan las siguientes carreteras Interestatales: la 87 (también llamada New York State Thruway), 95, 287 y 684. Otras vías importantes en Westchester son las autopistas Bronx River Parkway, Cross County Parkway, Hutchinson River Parkway, Saw Mill River Parkway, Sprain Brook Parkway y Taconic State Parkway. 

### Puentes

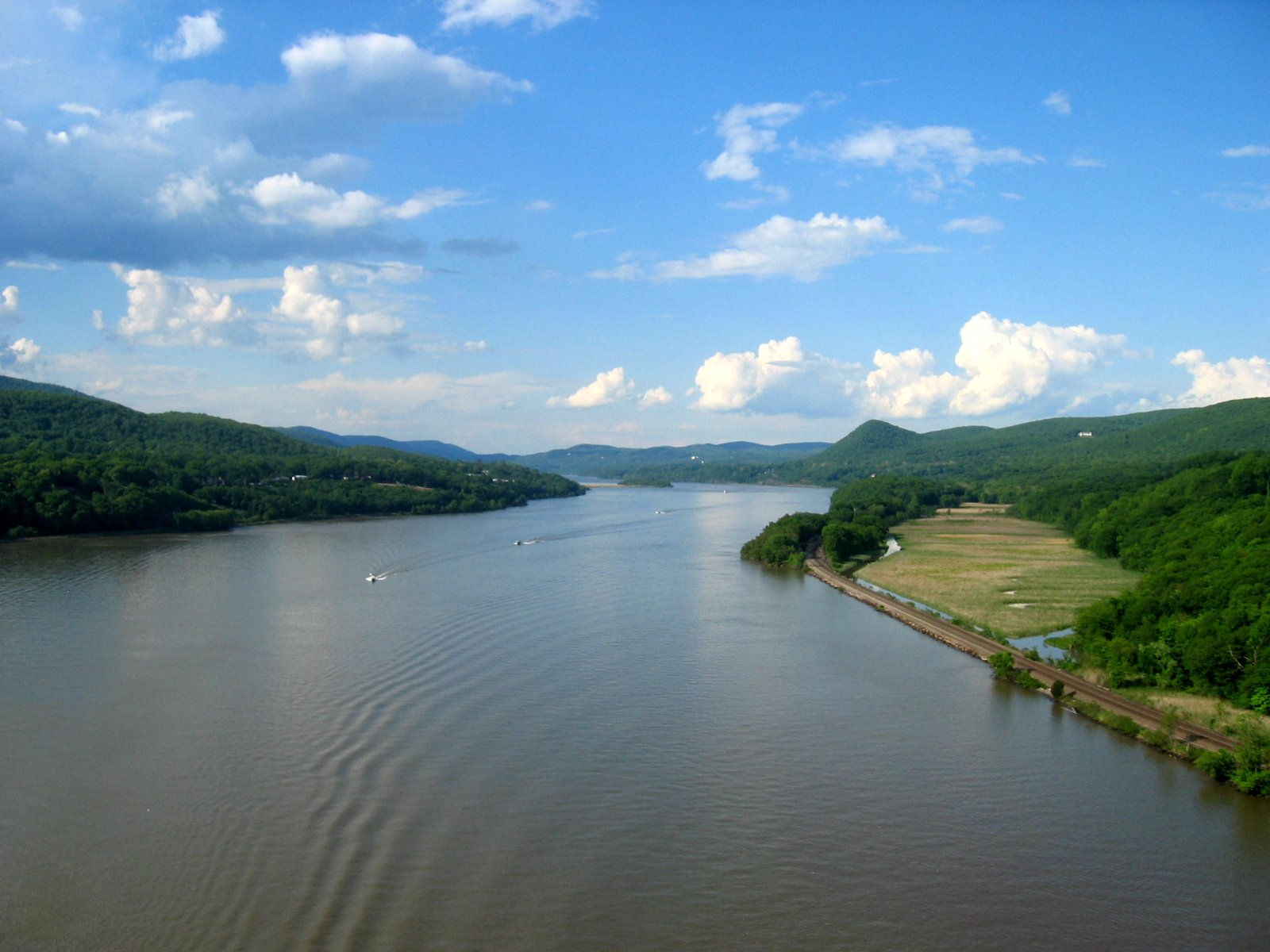
Río Hudson visto desde la Montaña del Oso.

El puente Tappan Zee conecta la localidad de Tarrytown con el condado de Rockland, salvando el río Hudson. Está administrado por la Autoridad de Autopistas del Estado de Nueva York (“New York State Thruway Authority”). El puente de la Montaña del Oso (“Bear Mountain”), cruza el río Hudson, conectando Cortlandt con el condado de Orange. Este puente lo administra la Autoridad de Puentes del Estado de Nueva York (“New York State Bridge Authority”)

### Transportes de cercanías
Los trenes de cercanías en el condado de Westchester están operados por Metro-North Railroad (una compañía bajo el control de la Autoridad Metropolitana de Transporte). Metro-North tiene tres líneas, siendo de oeste a este, las de Hudson, Harlem y New Haven, circulando todas ellas en sentido norte-sur y conectando todas ellas el condado con la ciudad de Nueva York, haciendo paradas en el Bronx.
Amtrak presta servicios en Croton-Harmon, New Rochelle y Yonkers.
Metro-North también opera un servicio de ferry entre Haverstraw, en el condado de Rockland y Ossining.

### Autobuses
El servicio de autobuses urbanos es provisto por la compañía Bee-Line Bus System (operador público del Departamento de Transportes del Condado de Westchester), conectando interiormente las diferentes localidades de Westchester y ésta con la ciudad de Nueva York (al Bronx y Manhattan, línea BxM4C). MTA Bus Company (otra compañía de la Autoridad Metropolitana del Transporte) presta servicio de autobuses expresos, con la línea BxM3 desde Getty Square en Yonkers al centro de Manhattan.

### Transporte aéreo
El aeropuerto del condado de Westchester está en las afueras de White Plains.

## Medios de comunicación en Westchester
Algunos medios de comunicación, con difusión en todo el condado de Westchester, son los siguientes:
- http://www.kaffurymagazine.com/ Una revista 100% en español. Su propósito es educar e informar a los lectores (hombres y mujeres) en Westchester.
- Westchester Magazine, una revista de estilo de vida de enfocada en el condado y sus alrededores y dirigida a un público de poder adquisitivo elevado.
- The Journal News, un diario, propiedad de Gannett Company, Inc.. La emisora de televisión neoyorquina WCBS-TV tiene una oficina de noticias conjuntamente con The Journal News.
- The Hudson Independent, un periódico mensual que es difundido en Tarrytown, Sleepy Hollow e Irvington.
- InTown Westchester, una revista de estilo de vida, de publicación mensual, editado por The Journal News y Gannett.
- The Westchester County Business Journal, un semanario publicado por Westfair Communications Inc..
- The Westchester WAG, una revista de gente local, acontecimientos sociales y estilo de vida.
- News 12 Westchester, una emisora de televisión todo noticias, propiedad de Cablevision.
- WFAS (103.9 FM), una emisora de radio centrada en Westchester.
- WXPK (107.1 FM), conocida como The Peak, emisora de radio propiedad de Pamal Broadcasting.
- WRTN (93.5 FM), una emisora de radio que transmite desde New Rochelle. Tiene una programación variada, que incluye noticias, educación y música. Es parte de LinkUp Media, una compañía de medios de comunicación dirigida al público de origen caribeño.
- RNN, una estación de radio todo noticias, propiedad de WRNN License Company, LLC.
- Pluma Libre News, es el periódico hispano más antiguo existente en el condado de Westchester. Pluma Libre es propiedad de Pluma Libre Communications Group LLC.
- http://www.westchesterhispano.net Westchester Hispano es el periódico de la comunidad hispana de Westchester, Nueva York y Connecticut.

## Educación
En el condado de Westchester hay 48 distritos escolares públicos, 118 escuelas privadas y 14 instituciones universitarias.

## Bibliotecas
El condado cuenta con de 38 bibliotecas públicas, pertenecientes al Sistema de Bibliotecas Públicas de Westchester, fundado en 1958.
La más eficiente de todas es la de Mount Vernon. Con la muestra permanente de los cien mejores film americanos, con un depósito de libros registrados superior a los de varias bibliotecas de Manhattan, y del mismo Westchester.

## Atracciones históricas y culturales
- Acueducto y sendero en Old Croton
- Asociación Histórico Nacional Thomas Paine, en New Rochelle
- Casa de Jacob Purdy, en White Plains
- Casa de Timothy Knapp House, en Rye
- Cementerio de Ferncliff, en Hartsdale
- Centro cinematográfico Jacob Burns, en Pleasantville
- Centro de Artes Escénicas, en Purchase College, Purchase
- Centro de la Herencia de Jay, patrimonio familiar histórico de John Jay, en Rye
- Centro Paramount para las Artes, en Peekskill
- Ever Rest, casa histórica del pintor Jasper Francis Cropsey, en Hastings-on-Hudson
- Hipódromo de Yonkers, en Yonkers
- Iglesia de Union, en Pocantico Hills
- Jardines escultóricos de Donald M. Kendall, en la sede mundial de PepsiCo, Inc., en Purchase
- Kykuit, casa histórica que es parte del patrimonio de la familia Rockefeller, fundada por John D. Rockefeller, en Sleepy Hollow
- Lyndhurst, casa histórica de estilo neo gótico, en Tarrytown
- Museo de Arte de Neuberger, en Purchase College, Purchase
- Museo de la Casa The Square, en Rye
- Museo del Río Hudson, en Yonkers
- Orquesta de Jazz de Westchester, en Mount Kisco
- Orquesta Filarmónica de Westchester, en White Plains
- Parque Croton Gorge
- Philipsburg Manor, sitio histórico, en Sleepy Hollow
- Playland, parque de atracciones, el único de propiedad y operación gubernamentales en los Estados Unidos, en Rye
- Sitio Histórico Estatal de Philipse Manor Hall, en Yonkers
- Sunnyside, hogar histórico del autor Washington Irving, en Tarrytown
- Tarrytown Music Hall, en Tarrytown
- Teatro Emelin, en Mamaroneck
- Teatro Irvington Town Hall, en Irvington, construido en 1902

## Curiosidades
- En el universo de Marvel Comics, La Escuela Superior de Jóvenes con Talento de Charles Xavier (la sede y sitio de entrenamiento para los X-Men) está ubicada en Salem Center en el condado de Westchester
- El locutor y presentador de radio Howard Stern inició su carrera profesional como DJ en la emisora WRNW-FM en 1977, una estación de baja potencia localizada en Briarcliff Manor, en parte central del condado
- Albert Fish, asesino en serie, pederasta y caníbal, cometió su crimen más infame en Westchester; fue juzgado y condenado en White Plains
- El “Hijo de Sam” David Berkowitz, otro infame asesino en serie, vivió y fue arrestado en la calle Pine, número 25, de Yonkers
- El expresidente de los Estados Unidos Bill Clinton y su esposa, la senadora Hillary Clinton residen en Chappaqua, en la parte norte del condado
- David Letterman, presentador de televisión, vive en North Salem
- Martha Stewart, mujer de negocios, vive en Bedford, en la misma carretera donde se encuentra la propiedad de John Jay, padre fundador y primer miembro de la Corte Suprema de los Estados Unidos
- El editor de The New York Journal, John Peter Zenger, cubría el recuento de una elección que tenía lugar en la iglesia de St. Paul, en la localidad de Eastchester (hoy, Mount Vernon), en 1733, siendo arrestado y juzgado por difamación sediciosa. Fue absuelto y, por ello, se estableció el precedente legal para la “libertad de prensa”. Esto fue posteriormente incorporado como una libertad básica en la Ley de Derechos de los Estados Unidos
- El condado de Westchester es a menudo referido como “La Manzana Dorada”
- El origen del pueblo ficticio Bedford Falls en la película de Frank Capra, "¡Qué bello es vivir!", es una combinación de la pueblo de Bedford Hills en el condado de Westchester (una pequeña localidad suburbana a unos 45 minutos de viaje de la ciudad de Nueva York) y Seneca Falls, en el condado de Seneca, Estado de Nueva York (una pequeña ciudad a medio camino entre Rochester y Siracusa)
- El artista Alton Tobey residió la mayor parte de su vida en el barrio de Larchmont, en la ciudad de Mamaroneck, condado de Westchester
- Los personajes de ficción Chandler Bing y Monica Bing se mudan al condado de Westchester, después del episodio final de Friends.
- La serie de ficción para quinceañeros "The Clique" de Lisi Harrison está ambientada en Westchester.
- John Draper, protagonista ficticio principal de Mad Men, residió en Ossining, Condado de Westchester, durante su primer matrimonio en las primeras temporadas de la serie.